# Чунак (ткачки)
Чунак или лађица представља дрвену алатку посебног облика на коју се намотава потка. Његова функција је да олакша и убрза процес проласка потке кроз зев приликом ткања.